# Wat Phrathat Lampang Luang

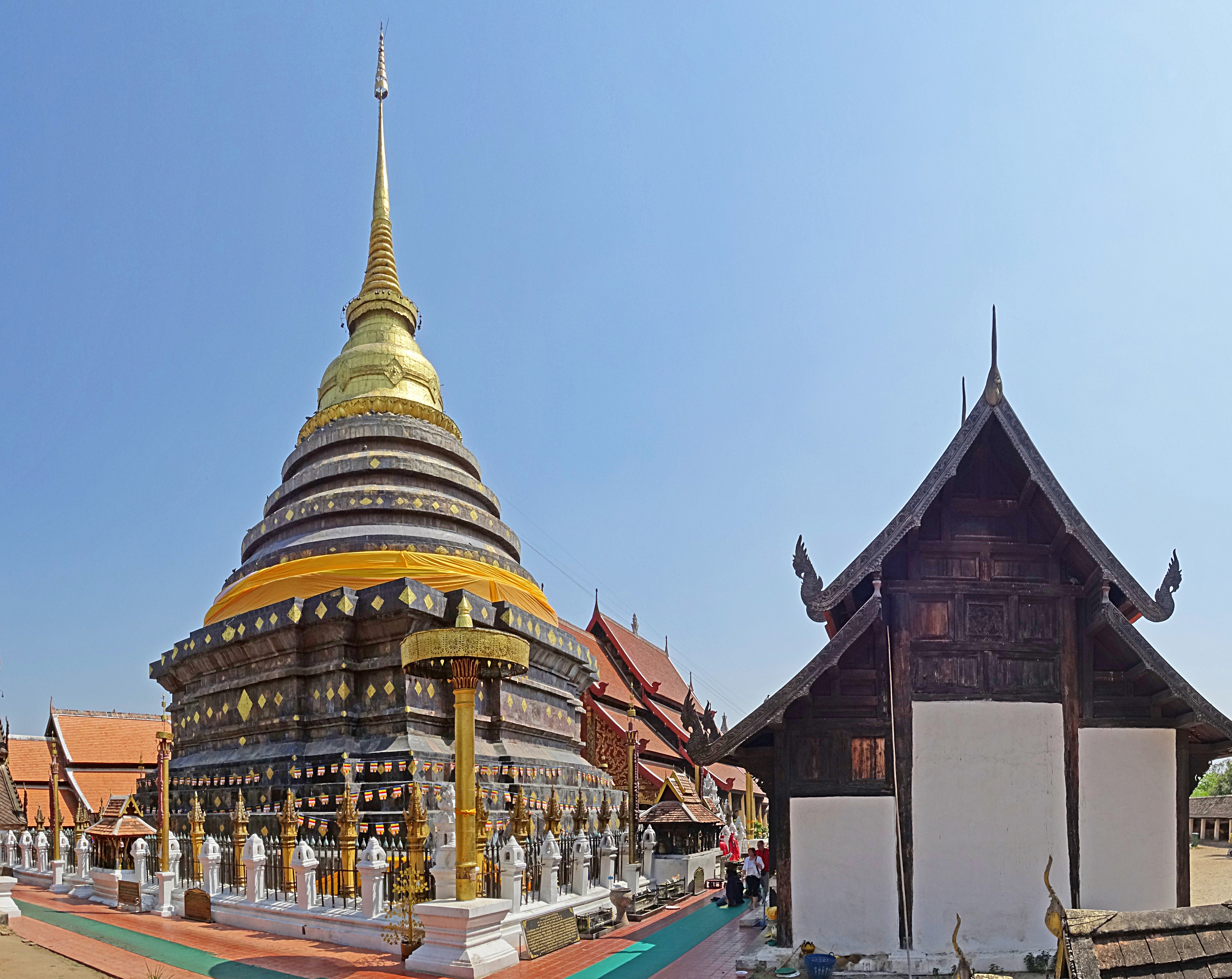
Wat Prathat Lampang Luang

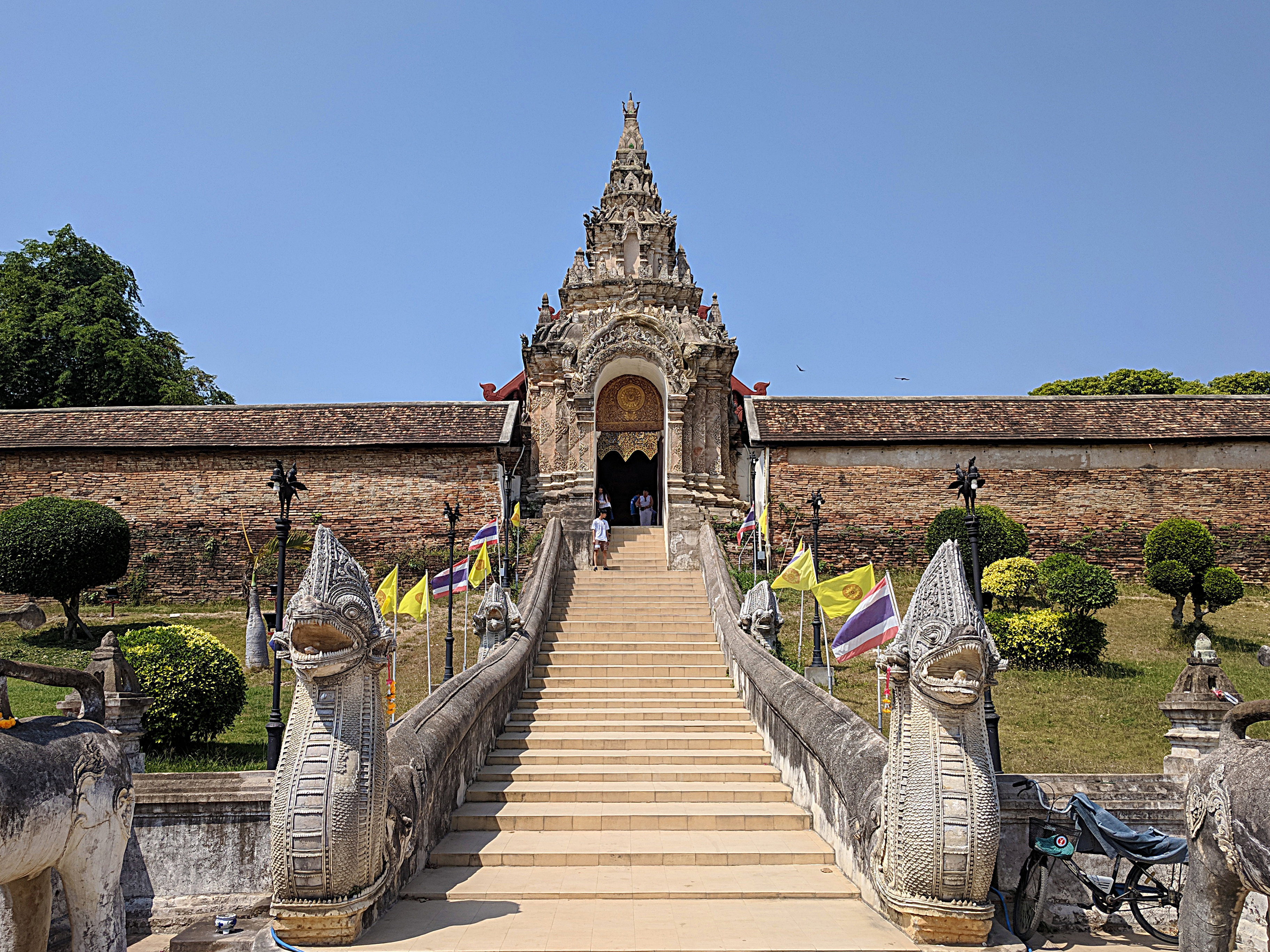
Hauptportal mit Naga-Treppe

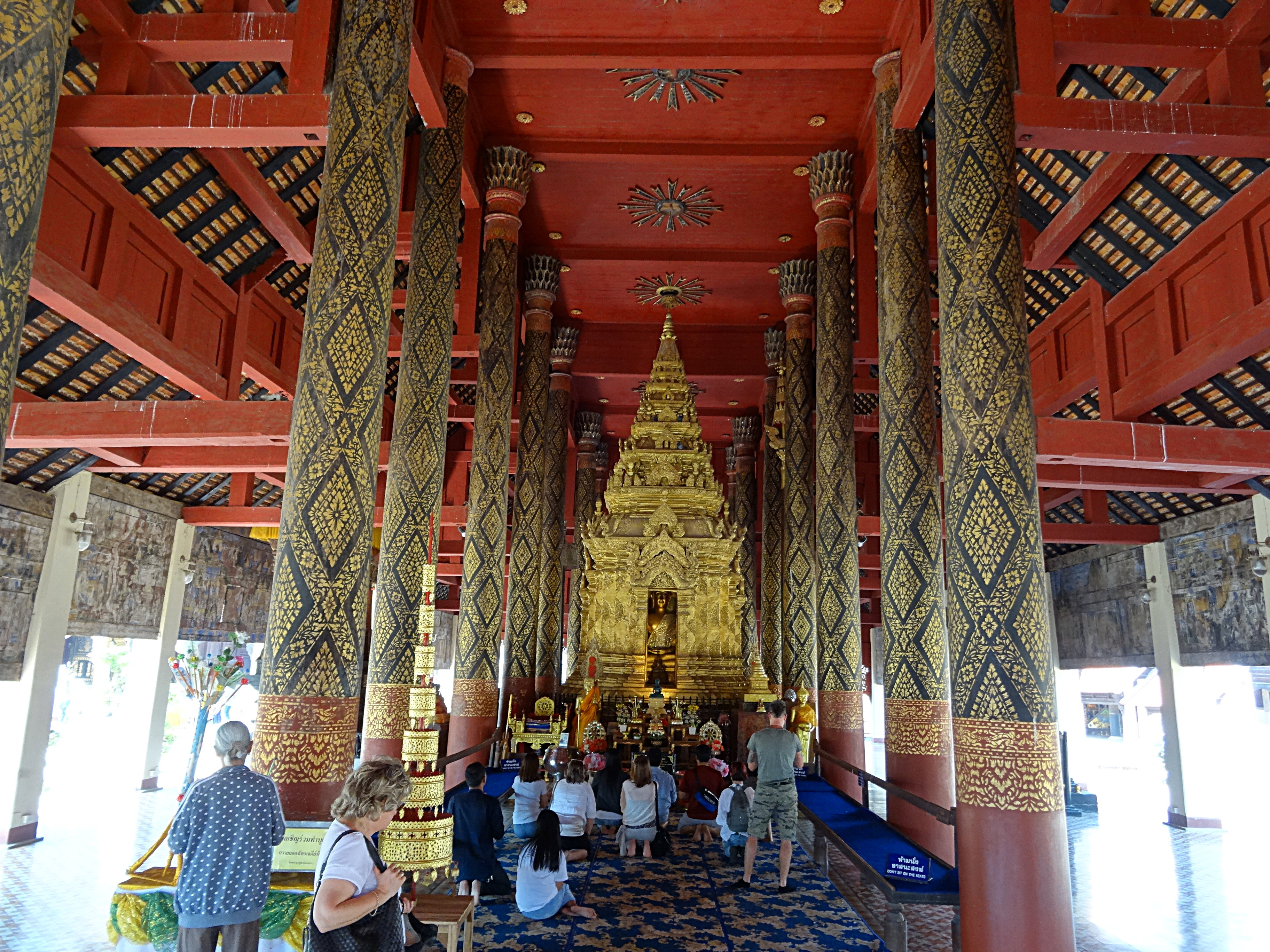
„Ku“ mit Buddha-Statue Phra Chao Lan Thong

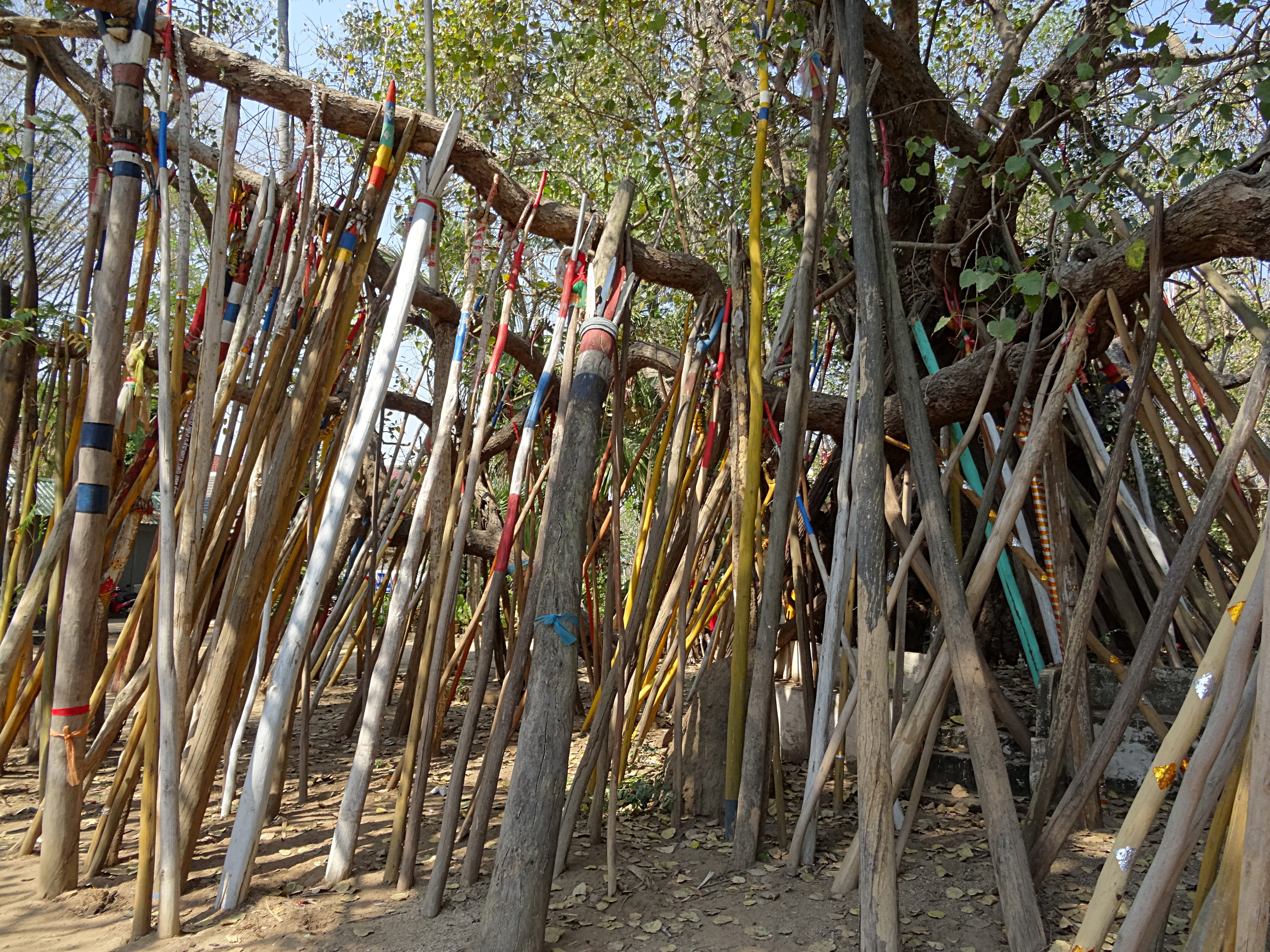
Heiliger Bodhibaum

Der Wat Phrathat Lampang Luang (Thai วัดพระธาตุลำปางหลวง) ist eine buddhistische Tempelanlage (Wat) im Landkreis (Amphoe) Ko Kha, Provinz Lampang in Nordthailand. Er gilt als einer der faszinierendsten Tempel von Thailand.

## Lage
Wat Prathat Lampang Luang liegt etwa 18 Kilometer südwestlich von Lampang auf einem Hügel und überblickt von dort aus die Umgebung. Da er von hohen Mauern umgeben ist, diente der Tempel in Notzeiten als Wiang (nordthailändische „Schutzburg“).

## Baugeschichte
Angeblich war die Königin Chamadevi im 7. Jahrhundert Stifterin des Wat Prathat Lampang Luang.

## Sehenswürdigkeiten
Eine Naga-Treppe führt zum monumentalen Hauptportal, das jedoch gewöhnlich geschlossen ist. Eine Lünette über dem Tor ist mit dem buddhistischen Gesetzesrad verziert und zeigt stilvolle, mit Gold auf rotem Lack bemalte Devada-Figürchen auf den Türflügeln.
Über einen kleineren Eingang in der südlichen Mauer gelangt man auf dem Weg zum heiligen Bezirk des Tempels an einen Bodhibaum, der von Hunderten von geschnitzten oder bemalten Pfählen gestützt wird. Sie sind von Gläubigen gestiftet worden, die sich dadurch religiöse Verdienste (Tam bun) erwerben wollen.
An der Innenseite der Mauer, die den ganzen Sakralbereich umgibt, befindet sich eine Galerie (Phra Rabieng). Der Bereich der Sakralbauten erzeugt mit seinen hübschen alten Dächern und den eindrucksvollen Schnitzereien einen harmonischen Eindruck, er ist mit Sand bedeckt als Sinnbild des Weltozeans, aus dem der zentrale Berg Meru (hier dargestellt durch den Chedi) herausragt.
- Mittelpunkt des Hofes bildet ein heiliger Chedi, dessen vielfach gegliederte Basis von kupfernen Platten abgedeckt ist. Der vergoldete Aufbau erhebt sich zu einem Hti, der aus Birma bekannt ist.
- Der Chedi ist von fünf Wihan umgeben:
  - der „Wihan Luang“ ist neben dem Chedi das größte Gebäude des Tempelbezirks. Er ist zum östlich liegenden Hauptportal ausgerichtet und stammt wahrscheinlich aus dem 13. Jahrhundert. Wie in Lanna-Tempeln üblich, wurde er ohne Wände als offene Halle errichtet. Heute trägt er ein tief herunter gezogenes, dreistufiges Dach auf Betonsäulen, wo früher Holzpfeiler standen. Im hinteren Teil befindet sich in einem vergoldeten Ku (ähnlich einem Sakramentshaus) die Buddha-Statue des Phra Chao Lan Thong, der 1563 gegossen wurde.
  - Nördlich des Wihan Luang steht der kleine „Wihan Ton Kaeo“ (Größe: 6,5 Meter × 15 Meter), der 1967 durch eine Betonkonstruktion nicht sehr vorteilhaft wiederhergestellt wurde.
  - Nördlich der Chedi steht ein ähnlicher gestalteter Wihan, der „Wihan Nam Taem“. Er stammt aus dem Jahr 1501. Innen sind alte Wandmalereien heute kaum noch auszumachen.
  - Westlich der Chedi steht der „Wihan Phra Sao Sila“ auch „Wihan Chamathewi“ genannt. Dieser Wihan soll um 657 von Chamathewis Vater errichtet worden sein, um ein steinernes Buddha-Bildnis zu beherbergen, das in einem Ku (ähnlich einem Sakramentshaus) in seinem Innern steht.
  - An der Südseite des Chedi befindet sich der kleine „Wihan Phra Phut“, der 10 Meter × 22,5 Meter groß ist. Er soll über 700 Jahre alt sein. Er wartet mit ausgeglichenen Proportionen und einem sehr hübschen Innenraum auf, der einen Buddha in nordthailändischem Stil beherbergt.
- In der südwestlichen Ecke des Geländes liegt das wohl schönste Bauwerk, der nur 6,5 Meter × 14,5 Meter große Bot aus der Mitte des 15. Jahrhunderts, der schlicht gehalten ist.
- Der Mondop ebenfalls im Südwesten der Anlage enthält einen Fußabdruck des Buddha und stammt aus dem Jahr 1149.

Im thailändischen Volksglauben wird der Wat Phrathat Lampang Luang mit dem chinesischen Tierkreiszeichen des Ochsen in Verbindung gebracht. Im Jahr des Ochsen Geborene pilgern daher gerne hierher.